# Pelidnota sumptuosa
Pelidnota sumptuosa är en skalbaggsart som beskrevs av Nicholas Aylward Vigors 1825. Pelidnota sumptuosa ingår i släktet Pelidnota och familjen Rutelidae. Inga underarter finns listade i Catalogue of Life.